# Hradčany
Pour les articles homonymes, voir Hradčany (homonymie).
Le Hradschin, selon la graphie traditionnelle française issue de l'allemand, Hradchin dans le poème Zone d'Apollinaire ou les Hradčany (le mot tchèque est pluriel), est un quartier de Prague, originellement l'une des quatre villes fondatrices de la « grande Prague ».
Il s'étend sur 151 hectares répartis entre les arrondissements de Prague 1 et Prague 6.
L'entrée principale du château de Prague est défendue par un portail surmonté de deux combats de géants, donnant ainsi la mesure de l'endroit.

## Description
Hradčany est un quartier sur une colline de Prague, la colline d'Opyš (cs). Il comprend le château de Prague, trois églises, une cathédrale, un monastère, et des jardins. Le quartier s'étend du « château », à l'est, au palais Černín et au monastère de Strahov, à l'ouest.
Les arches sombres de la cathédrale Saint-Guy dominent le château et la ville.
Il est possible de se promener librement dans l'enceinte du château ainsi que dans une partie de la cathédrale. En cela, le château respecte toujours l'idéal de symbole démocratique désiré par Masaryk.
Il est nécessaire d'acheter un billet collectif pour avoir accès au Palais royal, à la basilique Saint-Georges et à la ruelle d'Or.

## Édifices
- Château de Prague
- Palais Archiépiscopal
- Palais Martinic
- Église de la Nativité
- École d’équitation du château de Prague
- Fossé aux Cerfs
- Orangerie
- Jardin royal
- Fontaine chantante
- Palais d’été de la reine Anne
- Pont Poudrier
- Palais Czernin (Ministère des Affaires Etrangères)
- Palais Hrzánský
- Hôtel de ville de Hradčany
- Château Schwarzenberg
- Palais Sternberg
- Palais Salm
- Palais toscan (Palais de Thoune-Hohenstein)
- Colonne mariale
- Sanctuaire Notre Dame de Lorette
- Monastère des Capucins
- Couvent des Carmes Déchaux
- Église Saint-Jean-Népomucène
- Villa Richter
- Monument à T. G. Masaryk

## Espaces publics
- Place Hradčany
- Place de Lorette
- Quartier de Novy Svet (Nouveau Monde)
- Pohořelec
- Escaliers de l’hôtel de ville
- Escaliers du château

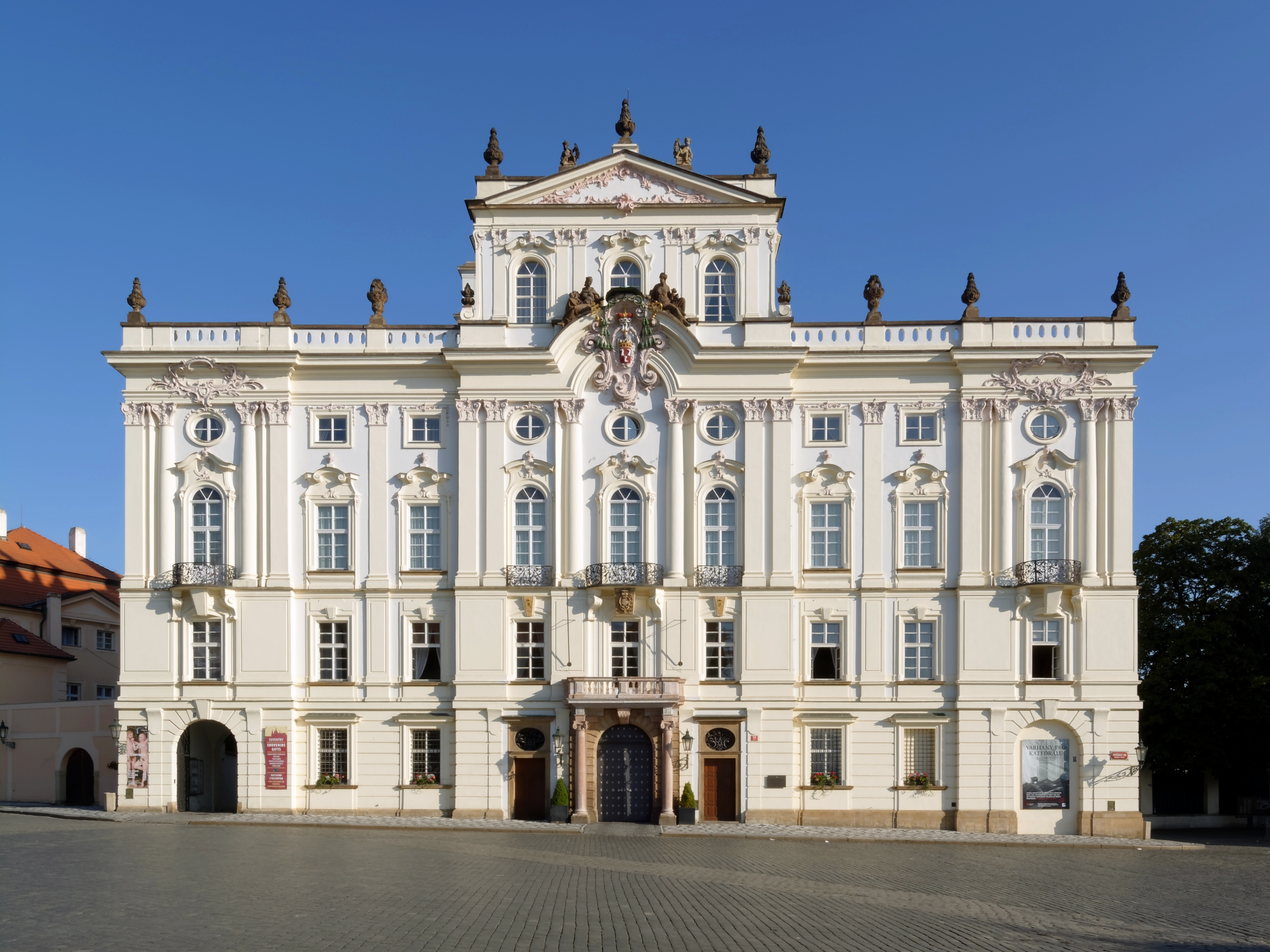
Palais archiépiscopal
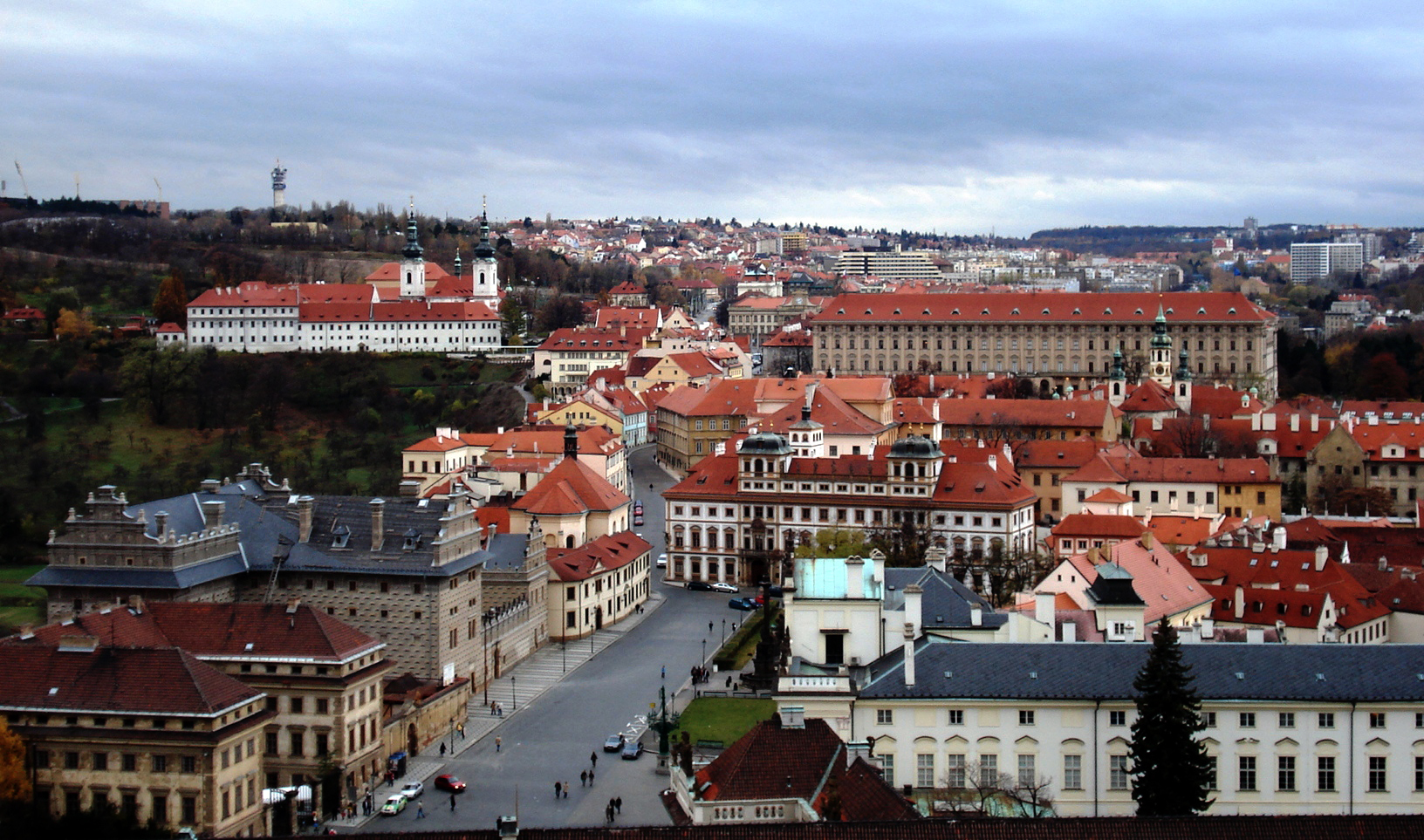
Hradčany vu depuis la tour de la cathédrale Saint-Guy (située dans l'enceinte du château de Prague).
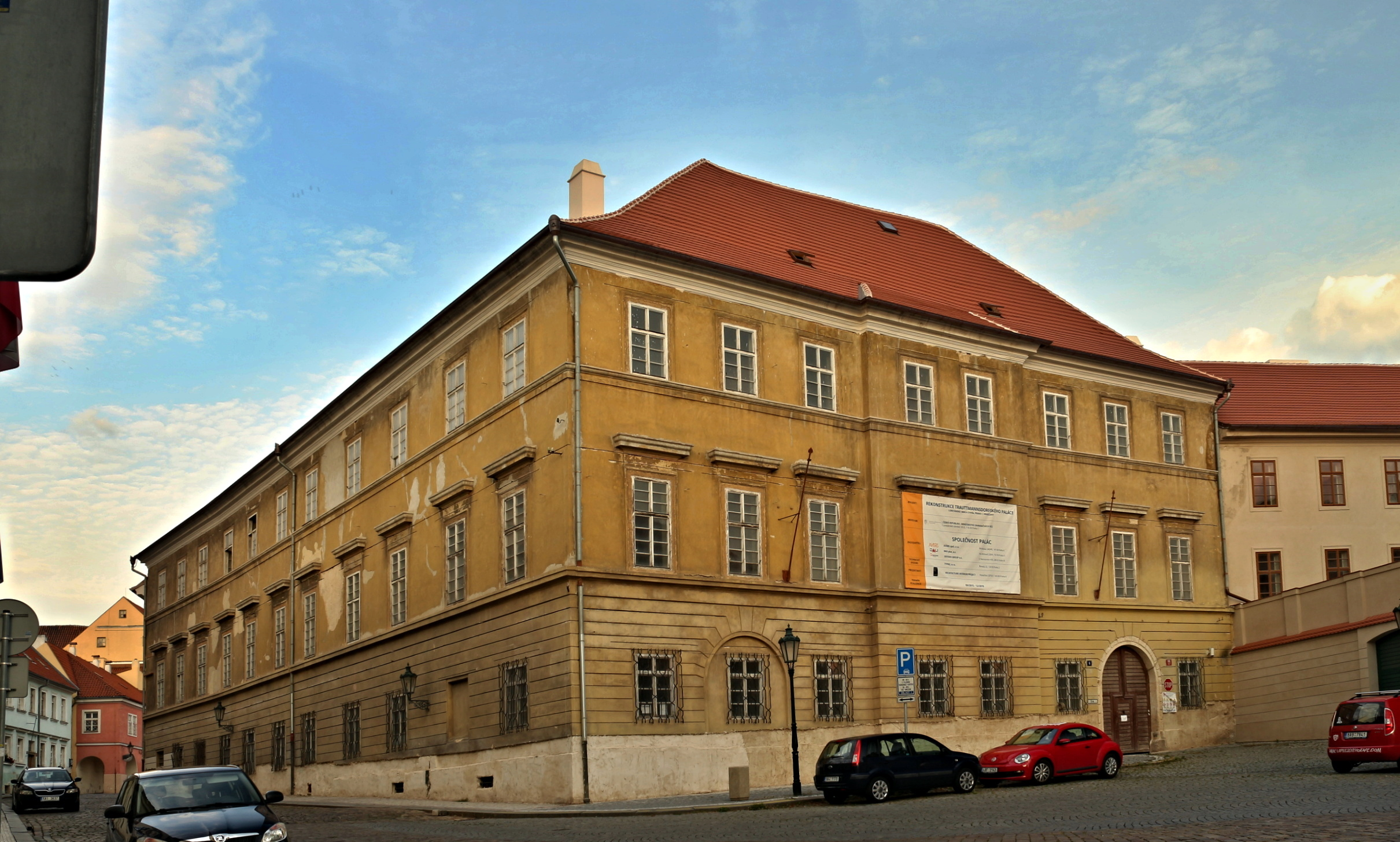
Le palais Trauttmansdorff.
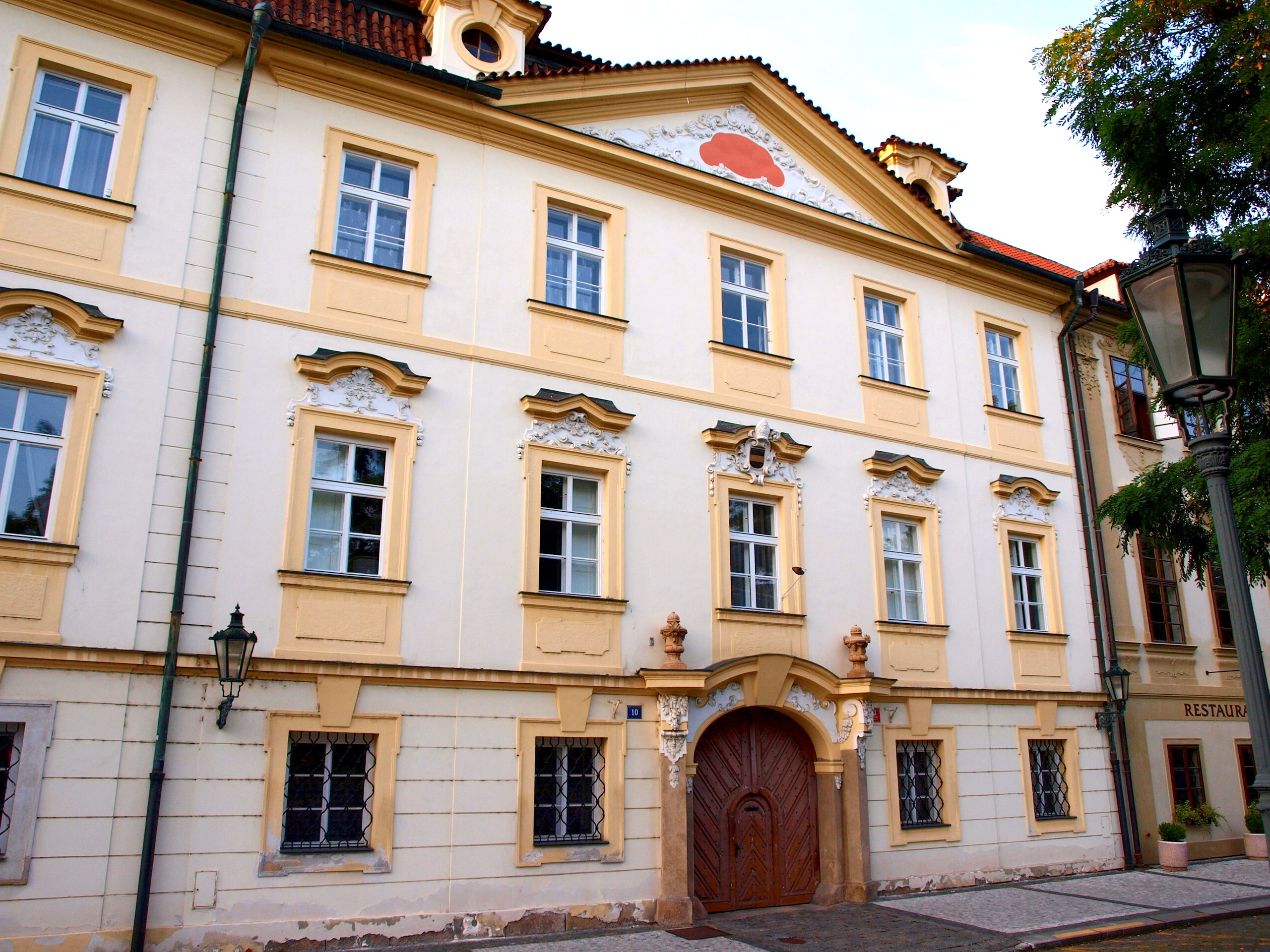
Palais de Saxe-Lauenbourg
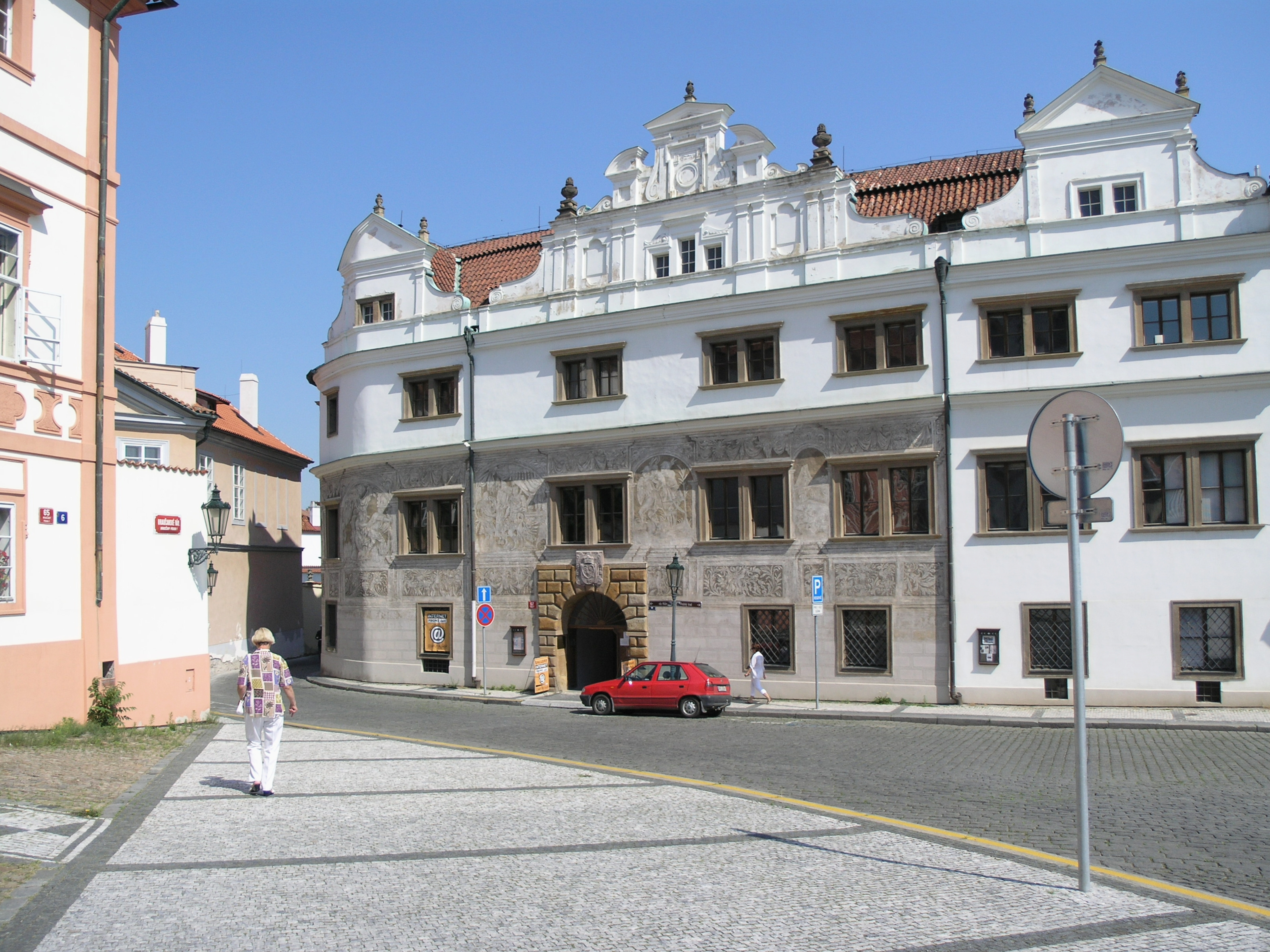
Palais Martinic